# Angela Petiti
Angela Petiti (* 1988 in Riedholz) ist eine Schweizer Politikerin. Sie ist Mitglied des Kantonsrats des Kantons Solothurn sowie des Gemeinderats (Exekutive) der Stadt Solothurn. Ausserdem amtet sie als Co-Präsidentin der Sozialdemokratischen Partei des Kantons Solothurn sowie als Fraktionspräsidentin in der Stadt Solothurn.

## Leben
Angela Petiti ist in Riedholz aufgewachsen. Nach der Matura und der Ausbildung zur Lehrerin an der pädagogischen Hochschule der FH Nordwestschweiz unterrichtet sie Geschichte, Französisch und Musik auf der Sekundarstufe I.
2017 wurde sie in den Gemeinderat von Riedholz gewählt. Nach ihrem Umzug nach Solothurn 2019 wurde sie dort 2021 Gemeinderätin. Im Herbst 2023 kandidierte sie auf der Liste der Sozialdemokratischen Partei Solothurn für den Nationalrat.
Als Musikerin ist sie im Jazzquartett The Ladybirds aktiv.